# Rossella vitiosa
Rossella vitiosa är en svampdjursart som beskrevs av Hooper och Wiedenmayer 1994. Rossella vitiosa ingår i släktet Rossella och familjen Rossellidae. Inga underarter finns listade i Catalogue of Life.